# Kovács Júlia Ibolya
Kovács Júlia Ibolya (Bukarest 1935. március 4. – Marosvásárhely, 1986. november 12.) romániai magyar vegyész, biokémikus, a Marosvásárhelyi Orvosi és Gyógyszerészeti Egyetem (OGYI) kutatója és adjunktusa.

## Életútja
Középiskolát Marosvásárhelyen végzett (1952), a Bolyai Tudományegyetem kémiai karán szerzett diplomát (1956). A marosvásárhelyi OGYI gyógyszerészeti karán kezdte pályáját, a fizikai laboratórium főnöke (1958–60), majd 1961-től tanársegéd a biokémiai diszciplína keretében, a kémiai tudományok doktora (1975), adjunktus (1977–86).
Első írása az OGYI IV. tudományos ülésszakáról készült kötetben jelent meg (1962). Szaktanulmányait a Comunicările Academiei RPR (1963), a Revue Roumaine de Chimie (1966, 1973), a Sesiune Științifică Anuală de Comunicări a Centrului de Cercetări Medicale Tîrgu Mureș (1976), valamint német, angol, orosz szakfolyóiratok közölték. Az 1984-ben Budapesten tartott 44. gyógyszerészeti világkongresszuson Adalékok az exytocin polarográfiás meghatározásához című előadásával vett részt. Társszerzője több román nyelvű egyetemi tankönyvnek és jegyzetnek.

## Magyar nyelvű előadásai és jegyzetei
- Gyakorlati jegyzet gyógyszerészeti biokémiából (Marosvásárhely, 1962)
- Gyógyszerészeti biokémia (előadások, Marosvásárhely, 1971)
- Gyakorlati jegyzet egészségügyi kémiából (Marosvásárhely, 1967)
- Egészségügyi kémia (előadások, Marosvásárhely, 1971). (Mindegyik több kiadásban is.)